# کردهای مصر
کردهای مصر (به کوردی: کوردانی میسر) به گروهی از کُردها اشاره دارد که در مصر زندگی می‌کنند. تاریخچه حضور کردها در مصر به قرون وسطی بازمی‌گردد و عمدتاً با دوره ایوبیان مرتبط است. ایوبیان سلسله‌ای کُردتبار بودند که در قرن ۱۲ و ۱۳ میلادی بر بخش‌های وسیعی از خاورمیانه، از جمله مصر، حکومت می‌کردند.

## تاریخچه

### صلاح الدین ایوبیتأسیس سلسلۀ ایوبیان
مهم‌ترین شخصیت کُرد در تاریخ مصر، صلاح‌الدین ایوبی است که در سال ۱۱۷۱ میلادی سلسلۀ ایوبیان را تأسیس کرد. او پس از سرنگونی خلافت فاطمیان، کنترل مصر را به دست گرفت و بعداً بخش‌های بزرگی از سوریه، یمن، عراق و فلسطین را نیز تحت حکومت خود درآورد. صلاح‌الدین به دلیل رهبری در جنگ‌های صلیبی و بازپس‌گیری اورشلیم از صلیبیون مشهور است. او همچنین به عنوان یک فرمانروای عادل و مقتدر در تاریخ اسلام شناخته می‌شود.

### حضور کردها در دوران ایوبیان
پس از صلاح‌الدین، سلسلۀ ایوبیان تا اواسط قرن ۱۳ میلادی بر مصر حکومت کردند. در این دوره، بسیاری از کُردها به عنوان سرباز، فرمانده و مقامات اداری به مصر مهاجرت کردند و در ساختار حکومتی و نظامی ایوبیان نقش مهمی ایفا کردند.

### پایان حکومت ایوبیان و ادامه حضور کُردها
سلسله ایوبیان در سال ۱۲۵۰ میلادی توسط ممالیک سرنگون شد. با این حال، بسیاری از کُردها در مصر باقی ماندند و به زندگی در این کشور ادامه دادند. برخی از آن‌ها در مناطق مختلف مصر ساکن شدند و با جامعۀ بومی ادغام گردیدند.

### کردها در دوره‌های بعد
پس از دوره ایوبیان، حضور کردها در مصر کم‌رنگ‌تر شد، اما برخی از جوامع کردتبار در مناطق مختلف مصر به حیات خود ادامه دادند. امروزه نیز برخی از خانواده‌های مصری ریشه‌های کردی دارند، اگرچه بسیاری از آن‌ها هویت کردی خود را از دست داده و کاملاً در جامعۀ مصری ادغام شده‌اند.

### میراث کردها در مصر
میراث کردها در مصر عمدتاً با دورۀ ایوبیان و به ویژه شخصیت صلاح‌الدین ایوبی گره خورده است.
او در تاریخ مصر و جهان اسلام به عنوان یک قهرمان ملی و مذهبی شناخته می‌شود.
برخی از بناهای تاریخی و فرهنگی در مصر، مانند قلعۀ صلاح‌الدین در قاهره، یادآور حضور و تأثیر کردها در این کشور است.
در کل، اگرچه امروزه جامعۀ کردی مشخص و متمایزی در مصر وجود ندارد، اما تأثیر تاریخی کردها به‌ویژه در دوره ایوبیان، بخش مهمی از تاریخ مصر را تشکیل می‌دهد.

### خانواده‌های کُردتبار مصر
از جمله خانواده‌های مشهور کردتبار در مصر می‌توان به خانواده «تیمورپاشا» اشاره کرد که نویسنده احمد تیمورپاشا، شاعره عایشه التیموریه و ادیب محمود تیمور از این خانواده هستند. همچنین خانواده‌های بدرخان، اورفلی، ظاظا، کردی، وانلی، عونی، خورشید و آغا از دیگر خانواده‌های شناخته‌شدۀ کردتبار در مصر هستند.
به عنوان مثال، خانواده‌ای از آل بدرخان در شهر فیوم ساکن شدند و به نام «والی» شناخته می‌شدند، زیرا والی این شهر بودند. از جمله افراد مشهور این خانواده سید بک والی بدرخان است. برخی از بدرخانی‌ها نیز در قاهره ساکن شدند. این بدرخانی‌ها از نوادگان امیر بوتان، بدرخان پاشا هستند.

### حضور کردها در مصر امروز
امروزه بسیاری از کردها در مصر زندگی می‌کنند و در مناطق مختلفی از اسکندریه در شمال تا اسوان در جنوب پراکنده شده‌اند. بخش بزرگی از آن‌ها در جامعۀ مصر ادغام شده‌اند، اما کردهای ساکن در شهرهای مصر هنوز با ریشه‌های کُردی خود شناخته می‌شوند. برخی از آن‌ها در موقعیت‌های برجسته‌ای از جمله حاکمان، وکلا، روزنامه‌نگاران، مدیران و هنرمندان قرار دارند.
همچنین خانواده‌های کردی در صعید مصر ساکن هستند و انجمنی در محله شبرا در قاهره به نام «انجمن کردی» وجود دارد که توسط کردهای صعید تأسیس شده است. از جمله خانواده‌های مشهور کرد در مصر می‌توان به خانواده‌های تیمور پاشا، بدرخان، اورفلی، ظاظا، کردی، وانلی، عونی، خورشید، آغا، شوقی و امین اشاره کرد.
برخی از روستاهای مصر نیز نام‌هایی مرتبط با کردها دارند، مانند «کفر الأکراد»، «منیة الکردی» و «قریة الکردی» در مرکز دکرنس در استان دقهلیه در منطقه دلتای نیل. نزدیک اسیوط، پایتخت صعید در جنوب مصر، نیز روستاهای الأکراد، بنی زید الأکراد و جزیرة الأکراد وجود دارند.
مهاجرت برخی از کردها به شهرهای بزرگ مانند قاهره، اسکندریه و اسیوط به دلیل کار، تحصیل یا تجارت بوده است. یکی از محله‌هایی که آن‌ها در آن ساکن شدند، محله شبرا در قاهره است. جمعیت آن‌ها در روستاها و شهرهای بزرگ حدود بیست هزار نفر است.
دریه عونی، نویسنده کتاب «درآمدی به حضور تاریخی کردها در مصر: از ایوبیان تا محمدعلی‌پاشا» می‌گوید که واژۀ «زمالک»، که نام منطقه‌ای لوکس در قاهره است، واژه‌ای کُردی به معنای اقامتگاه تابستانی پادشاهان است. گفته می‌شود که این منطقه در زمان حکومت ایوبیان بر مصر، محل اقامت تابستانی پادشاهان بوده است.

## شخصیت‌های مشهور مصر با ریشۀ کردی
بسیاری از شخصیت‌های مشهور مصر دارای ریشه کردی هستند، از جمله امیرالشعرا احمد شوقی، ادیب محمود تیمور، امام محمد عبده، کارگردان احمد بدرخان و پسرش علی بدرخان، ادیب عباس محمود العقاد، برادرزاده‌اش عامر العقاد، متفکر اسلامی احمد امین، دکتر حسن ظاظا، شیخ عبدالباسط عبدالصمد، بازیگر احمد رمزی، محقق و مترجم محمد علی عونی و دخترش دریه عونی، نویسنده فقید، که گفته است: «آیا ساکنان زمالک می‌دانند که زمالک یک واژه کردی به معنای اقامتگاه تابستانی پادشاهان است؟ گفته می‌شود که این منطقه در زمان حکومت ایوبیان بر مصر، محل اقامت تابستانی پادشاهان بود و پر از باغ‌های سرسبز بوده است.»

## مطبوعات
کردستان اولین روزنامۀ کُردی در جهان است.

## رادیو کردی در قاهره
به‌طور کلی، با گذشت زمان، مصر به مسئلۀ کُرد در سطوح سیاسی و فرهنگی علاقه‌مند باقی ماند، به‌ویژه در دورۀ جمال عبدالناصر در اوج جنبش ناسیونالیستی. در زمان او و در سال ۱۹۵۷، بخش کردی رادیو قاهره راه‌اندازی شد و برنامه‌های ادبی، شعر کُردی، موسیقی و ترانه‌های کُردی و نامه‌های شنوندگان را پخش می‌کرد. این موضوع سبب نارضایتی دولت ترکیه شد و گفته می‌شود که سفیر ترکیه در قاهره صبح زود به محل اقامت عبدالناصر رفت تا اعتراض آنکارا را نسبت به پخش رادیو کُردی از مصر اعلام کند.
عبدالناصر با آرامش به او گفت: «اطلاعات من نشان می‌دهد که در ترکیه کُردی وجود ندارد، همان‌طور که شما می‌گویید، و کسانی که به عنوان کُرد شناخته می‌شوند، در واقع ترک‌های کوهستانی هستند. پس چرا شما از یک رادیو کردی ناراحت هستید؟! سفیر ساکت ماند و چیزی نگفت.»
رادیو کُردی به پخش فرهنگ کردی ادامه داد و همان‌طور که اولین روزنامه کُردی در قاهره با نام «کردستان» منتشر شد، رادیو نیز در قاهره بود.
رادیو کردی تا سال ۱۹۶۸ به پخش ادامه داد، زمانی که مدت پخش آن کاهش یافت و سپس پس از مرگ جمال عبدالناصر به طور کامل متوقف شد. این توقف بیشتر به دلایل سیاسی بود تا فرهنگی، هرچند مصر همچنان به ریشه‌های کردی احترام می‌گذارد.
مردم کرد در مصر به عنوان مردمی با فرهنگ خاص خود و بخشی از میراث تمدنی اسلامی در نظر گرفته می‌شوند. آن‌ها در نهایت به فرهنگ عربی و اسلامی افزوده‌اند و بسیاری از آن‌ها در روشن ساختن راه‌های احیای عقل عربی و اسلامی فعالیت کرده‌اند.